# Pont-sur-Madon
Pont-sur-Madon är en kommun i departementet Vosges i regionen Grand Est (tidigare regionen Lorraine) i nordöstra Frankrike. Kommunen ligger i kantonen Charmes som tillhör arrondissementet Épinal. År 2022 hade Pont-sur-Madon 181 invånare.

## Befolkningsutveckling
Antalet invånare i kommunen Pont-sur-Madon
| Referens: INSEE |